# Type 89 (combattimento fanteria)
Il Type 89 (89式装甲戦闘車, Hachikyū shiki sōkō sentōsha) è un veicolo da combattimento della fanteria su cingoli, entrato in servizio nella JGSDF nel 1989. Ne furono costruiti un totale di 68 esemplari. L'arma principale utilizzata è il cannone Oerlikon KDE da 35 mm. Il veicolo è anche noto come Type 89 IFV (Infantry Fighting Vehicle).

## Sviluppo
Il progetto del Type 89 nacque dall'esigenza di contrastare i veicoli blindati sovietici come BMP-1 e BMP-2, e fu portato avanti da Mitsubishi Heavy Industries che si occupò dell'intero programma. Lo sviluppo effettivo iniziò nel 1980, e la costruzione dei prototipi cominciò nel 1984, con le prove pratiche e i test che furono effettuati a partire dal 1986. Venne adottato ufficialmente nel 1989, entrando immediatamente in servizio con la JGSDF.

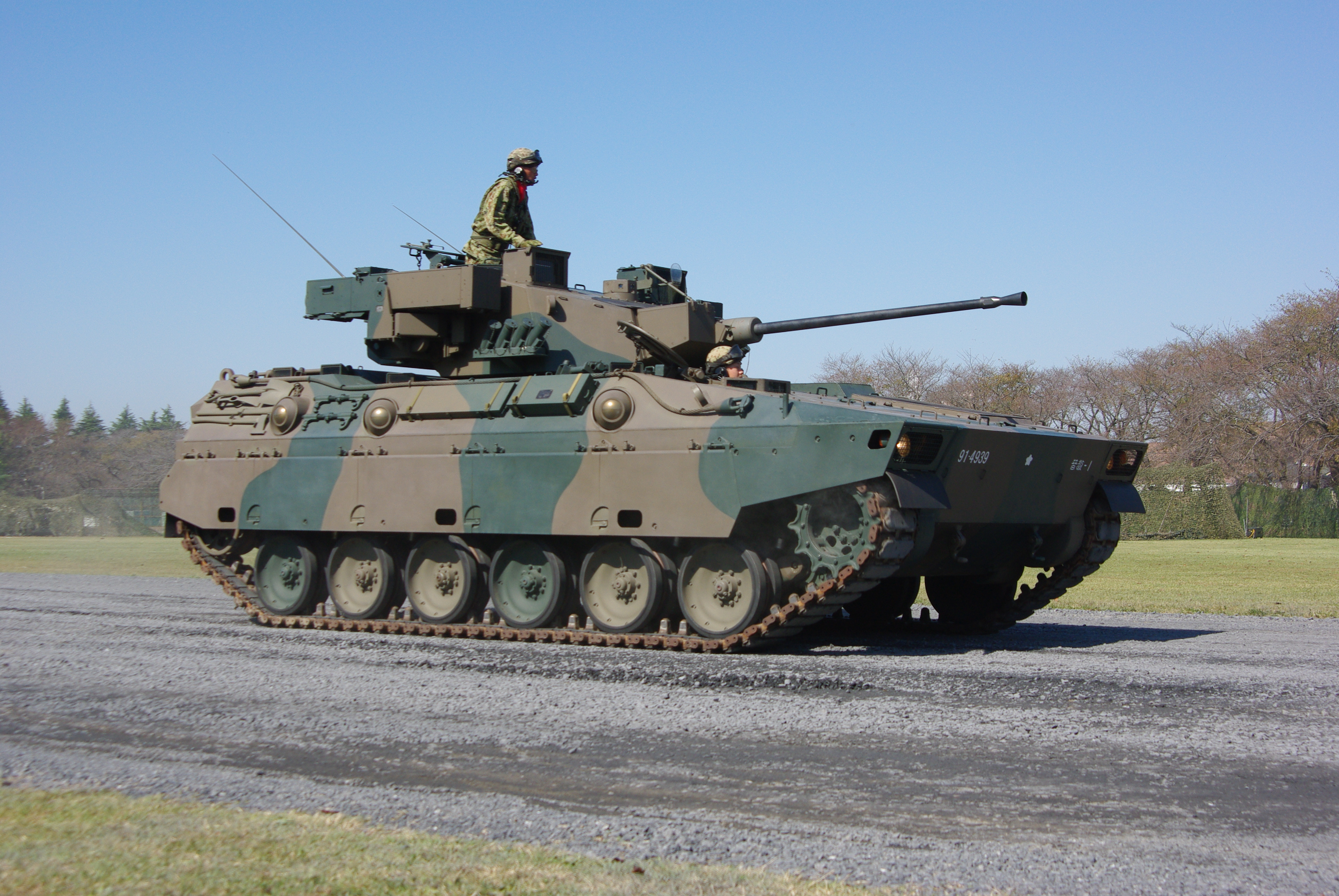
Vista laterale del Type 89.

Il periodo di produzione si estese dal 1989 al 2004. Furono costruiti un totale di 68 esemplari, ma la produzione in massa venne comunque fortemente limitata a causa degli elevati costi di ogni singolo veicolo.

## Caratteristiche
Il corpo del veicolo è realizzato saldando piastre di acciaio antiproiettile laminato, che conferiscono al mezzo una buona resistenza e robustezza. 
Il pilota siede sul lato anteriore destro del veicolo, mentre il comandante è nel lato destro della torretta, con accanto il cannoniere sul lato sinistro. Per il pilota sono disponibili quattro periscopi, di cui tre fissi e uno trasversale, e in alternativa può essere usato anche un periscopio per la visione notturna.
Lo scompartimento per i soldati è fornito di 6 sedili, e un altro posto è disponibile dietro il pilota. Quindi in totale il Type 89 trasporta 3 membri dell'equipaggio e 7 soldati. Lo scompartimento delle truppe è dotato di portelli nel soffitto, e di due portelloni nel retro del veicolo, utilizzati normalmente per l'imbarco e lo sbarco dei soldati. Ci sono 7 feritoie che consentono di sparare dall'interno del mezzo blindato, fornite di un coperchio per la loro chiusura quando non utilizzate, e ciascuna dotata di vetro antiproiettile per consentire di prendere la mira. Oltre a queste feritoie per le armi, si aggiungono anche altri 8 periscopi per l'osservazione.

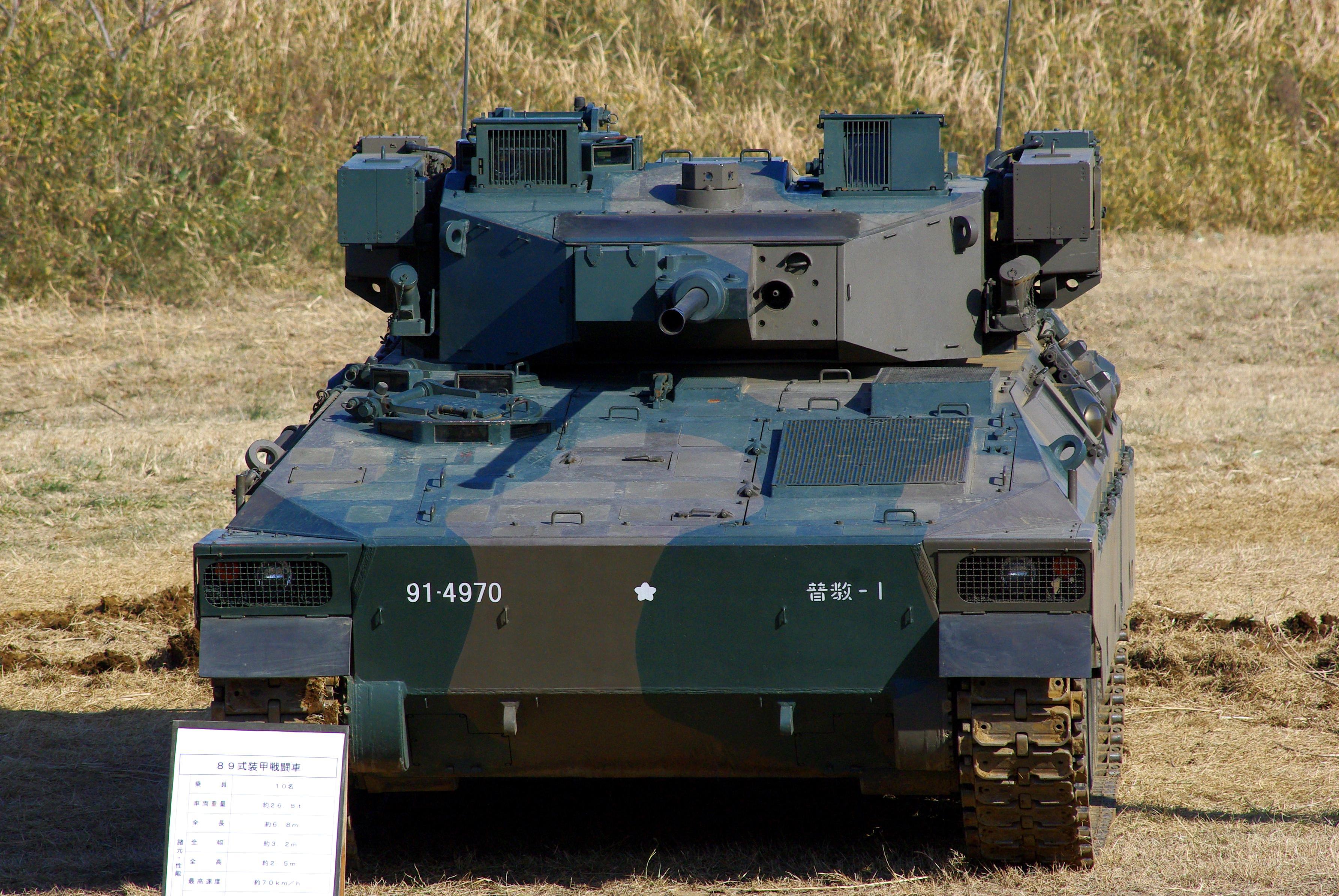
Vista frontale del Type 89 IFV.

La propulsione è garantita da un motore turbodiesel Mitsubishi 6SY31WA a sei cilindri, raffreddato a liquido, che eroga una potenza di 600 hp. La velocità massima raggiungibile è 70 km/h, con un'autonomia di 400 km.
La trasmissione è automatica, ed è dotata di quattro marce avanti e due retromarce, con la trazione che avviene attraverso un treno di rotolamento con cingoli. La sospensione è del tipo a barra di torsione, con ammortizzatori fissati alla prima, seconda, quinta e sesta ruota.

## Armamento
L'arma principale è il cannone Oerlikon KDE da 35 mm, prodotto su licenza da Japan Steel Works, che offre una buona potenza di fuoco, potendo fare affidamento su una cadenza di tiro di 200 colpi al minuto. Le munizioni impiegate includono i proiettili APDS con penetratore a energia cinetica e HE a carica cava. Come armamento secondario è adottata una mitragliatrice coassiale Type 74 da 7,62 mm montata sulla torretta. 

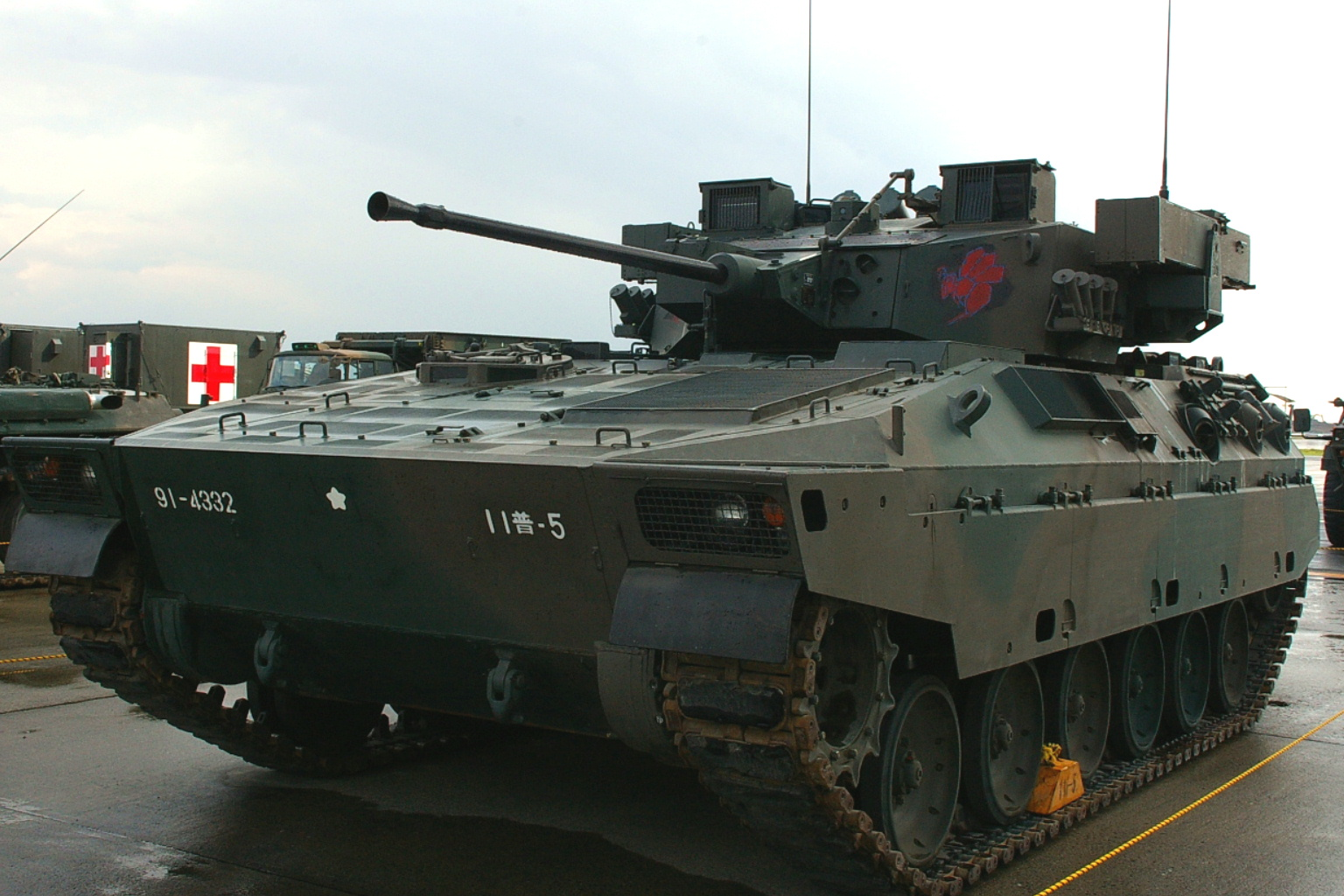
Il cannone Oerlikon KDE da 35 mm è l'arma principale del Type 89.

Inoltre sono disponibili i missili anticarro Type 79 Jyu-MAT in due lanciatori installati ai lati della torretta. In totale i missili trasportati sono quattro: due nei lanciatori, e due di ricambio conservati all'interno del veicolo.

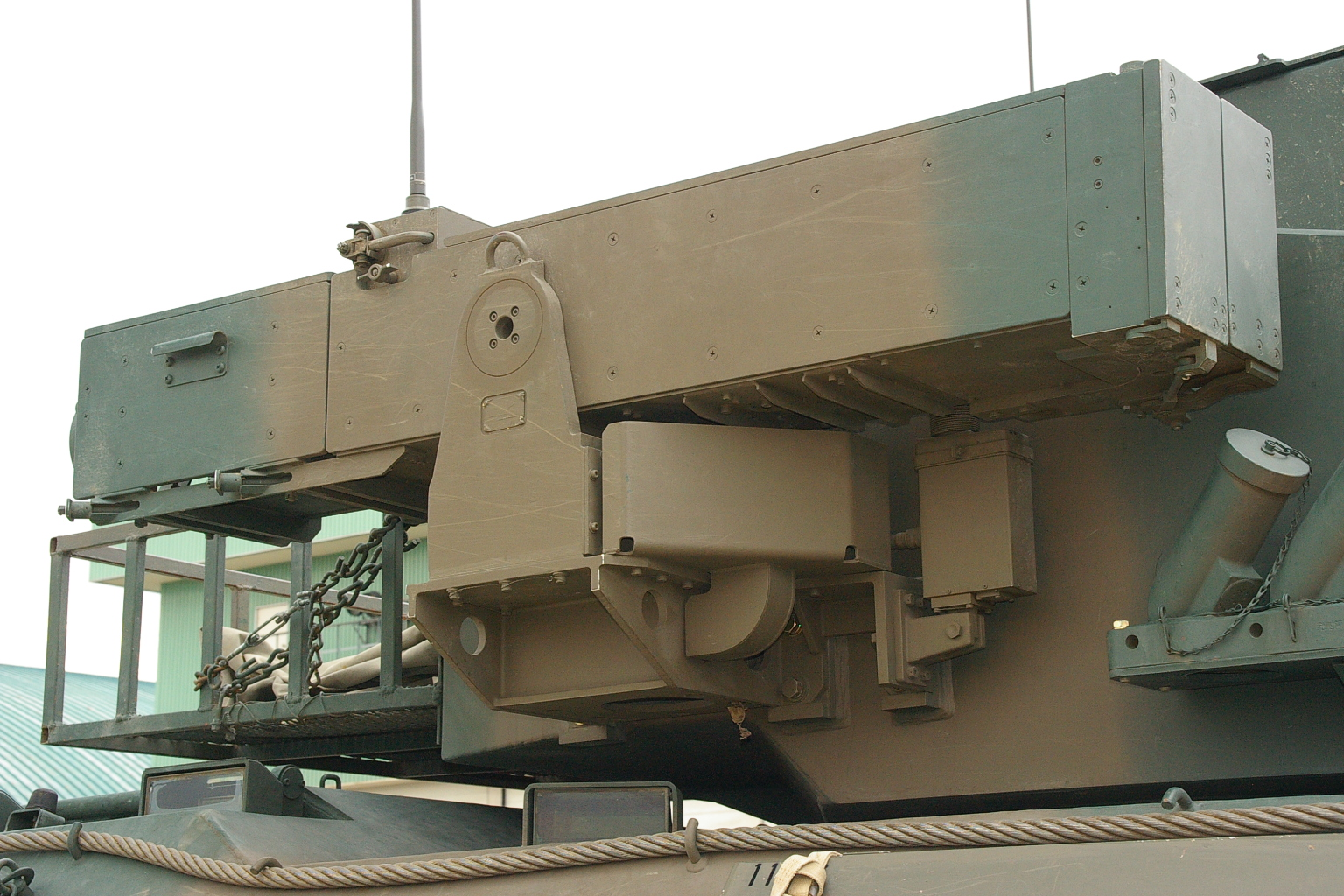
Il lanciatore dei missili Type 79 Jyu-MAT montato sulla torretta.